# Lázaro Bruzón
Lázaro Bruzón Batista (Holguín, Cuba, 2 de mayo de 1982) es un gran maestro internacional de ajedrez de Cuba.
En la lista de la FIDE de enero de 2008, Bruzón tenía un elo de 2607, siendo el número 2 de Cuba, tras Leinier Domínguez.

## Campeonato de Cuba
Ha ganado el Campeonato de Cuba de ajedrez en seis ocasiones: en 2004, 2005, 2007, 2009, 2010 y 2017.
Es campeón de Cuba de 2007. Ganó en la final al anterior campeón, Leinier Domínguez. El duelo, que se decidió en los desempates a cinco minutos, se celebró entre el 9 y el 31 de enero de 2007 en Santa Clara, Cuba.
Fue ganador del campeonato de Cuba juvenil, en dos ocasiones, en 1998, celebrado en Colón y en 1999, celebrado en Camagüey.

## Representado a Cuba
En 2000, se convirtió en el ganador del Campeonato Mundial Júnior de Ajedrez, para menores de 20 años, celebrado en Ereván, capital de Armenia, entre el 18 de septiembre y el 2 de octubre.
Participó representando a Cuba en siete Olimpíadas de ajedrez en 2000, 2002, 2004, 2006, 2008, 2010 y 2012.

## Torneos internacionales
En 2006, quedó sexto en el 39° Festival Internacional de Ajedrez en Biel, Suiza, el cual tuvo lugar del 22 de julio al 4 de agosto y en el que compitieron seis ajedrecistas según el sistema de liga a doble vuelta.
La clasificación final en Biel 2006 fue la siguiente:
| Posición | Participantes        | Puntos |
| -------- | -------------------- | ------ |
| 1        | Aleksandr Morozévich | 7.5    |
| 2        | Magnus Carlsen       | 6      |
| 3        | Teymur Rəcəbov       | 6      |
| 4        | Andréi Volokitin     | 4      |
| 5        | Yannick Pelletier    | 4      |
| 6        | Lázaro Bruzón        | 2.5    |

## Desempeño 2011-12
Durante el 2011, el GM Lázaro Bruzón ha mejorado su rendimiento con respecto al 2010. Durante el Torneo Capablanca in Memoriam que se desarrolló en mayo del 2011 en Cuba, se pensó al principio que no tendría una buena actuación, al perder las tres primeras rondas, la primera con el campeón mundial juvenil, el ruso Dmitry Andreikin, sin embargo, en la 4.ª ronda del torneo venció nada más y nada que menos que a Vassily Ivanchuk, considerado uno de los astros del ajedrez, ganador de la Copa Capablanca in Memoriam en 5 ocasiones.
En la actualización anual  del ELO de los jugadores, Bruzón sumó a su ELO actual 7 puntos, terminando con 2689 puntos, situándose en el lugar 55 del ranking mundial.
En la actualización del listado ELO de mayo de 2012 Bruzon  alcanza la respetable cifra de 2713 puntos, siendo el 2.º cubano en alcanzar la hazaña de sobrepasar los 2700.
En el Memorial Kárpov de Ajedrez, terminó 5.º al lograr una puntuación de 4,5 unidades de 9 posibles, anotándose una victoria en la última cita del certamen.

## Abierto de Bakú
En el Abierto de Ajedrez comenzó con 4 victorias consecutivas, poniéndose a la vanguardia del torneo, sin embargo en la 5.ª ronda de la justa, cayó ante el belaruso Sergei Zhigalko y descendió a la tercera posición. En su enfrentamiento contra el GM Leinier Domínguez, acordaron tablas, finalizando el tunero en el 4.º puesto.

## II Copa Latinoamericana de Ajedrez
En la Copa Latinoamericana de Ajedrez 2011 terminó 3.er lugar, cita en la que enfrentó a varios jugadores de América Latina, entre ellos al ganador la copa, el brasileño Alexander Fier. Durante el torneo venció a los locales Diego Carbone (2030) y Manuel Larreal (2327), al chileno Fernando Rioseco (2192), al argentino Leonardo Tristán (2441) y al paraguayo José Fernando Cubas (2536). Sin embargo, necesitaba el punto de la última ronda para mejorar su posición, pero solo pudo lograr tablas con el uruguayo Andrés Rodríguez.